# Джон Лосано
Джон Лосано (ісп. John Lozano, нар. 30 березня 1972, Калі) — колумбійський футболіст, півзахисник.
Насамперед відомий виступами за іспанський «Реал Вальядолід», а також національну збірну Колумбії.
Володар Кубка Іспанії з футболу.

## Клубна кар'єра
У дорослому футболі дебютував 1991 року виступами за команду клубу «Америка де Калі», в якій провів три сезони.
1995 року захищав кольори команди клубу «Палмейрас».
Попри непотрапляння до основного складу бразильської команди зацікавив представників тренерського штабу мексиканського клубу «Америка», до складу якого приєднався 1995 року. Відіграв за команду з Мехіко наступні один сезон своєї ігрової кар'єри. Більшість часу, проведеного у складі «Америки», був основним гравцем команди.
Згодом з 1996 по 2003 рік грав в Іспанії у складі команд клубів «Реал Вальядолід» та «Мальорка». Протягом цих років виборов титул володаря Кубка Іспанії з футболу.
2003 року перейшов до клубу «Пачука», за який відіграв 1 сезон. Завершив професійну кар'єру футболіста виступами за команду «Пачука» у 2004 році

## Виступи за збірну
1993 року дебютував в офіційних матчах у складі національної збірної Колумбії. Протягом кар'єри у національній команді, яка тривала 11 років, провів у формі головної команди країни 48 матчів, забивши 3 голи.
У складі збірної був учасником чемпіонату світу 1994 року у США, чемпіонату світу 1998 року у Франції, розіграшу Кубка Америки 1993 року в Еквадорі, на якому команда здобула бронзові нагороди, розіграшу Кубка Америки 1995 року в Уругваї, на якому команда здобула бронзові нагороди, розіграшу Кубка Америки 1999 року у Прагваї, розіграшу Золотого кубка КОНКАКАФ 2003 року у США та Мексиці.

## Титули і досягнення
- Бронзовий призер Кубка Америки: 1993, 1995
- Володар Кубка Іспанії з футболу (1):

«Мальорка»:  2002-03